# 胡利亞伊波萊 (哈爾科夫州)
胡利亞伊波萊（羅馬化：Hulyay Pole）是一條位於烏克蘭東部的村莊，由哈爾科夫州哈爾科夫區的新沃多拉哈市鎮負責管轄。該村面積1.61平方公里，海拔高度182米，2001年的人口為158人，人口密度每平方公里98.1人。